# لبرکوت
لبرکوت (به انگلیسی: Labarkot) یک شهرک در پاکستان است که در ناحیه مانسهره واقع شده‌است.